# Памятник Найджелу Грезли
Памятник Найджелу Грезли открыт на вокзале Кингс-Кросс в Лондоне (Великобритания) 5 апреля 2016 года. Он был заказан Обществом Грезли в память о Найджеле Грезли, конструкторе локомотивов, рабочий кабинет которого располагался в здании вокзала. Среди его проектов — паровоз Mallard (с англ. — «кряква»), установивший в 1938 году и до сих пор удерживающий рекорд скорости паровозов. Статуя создана Хейзел Ривз и отлита из бронзы в литейной мастерской Уайтчепела. Общество Грезли приняло решение исключить из окончательной версии памятника фигуру кряквы, которая в первоначальной версии располагалась у правой ноги статуи. Это вызвало негативную реакцию, была создана петиция о возвращении утки, под которой подписалось 3200 человек. Разногласия описывались как «возможно, самый жаркий спор в долгой истории сообщества любителей железных дорог».

## Статуя

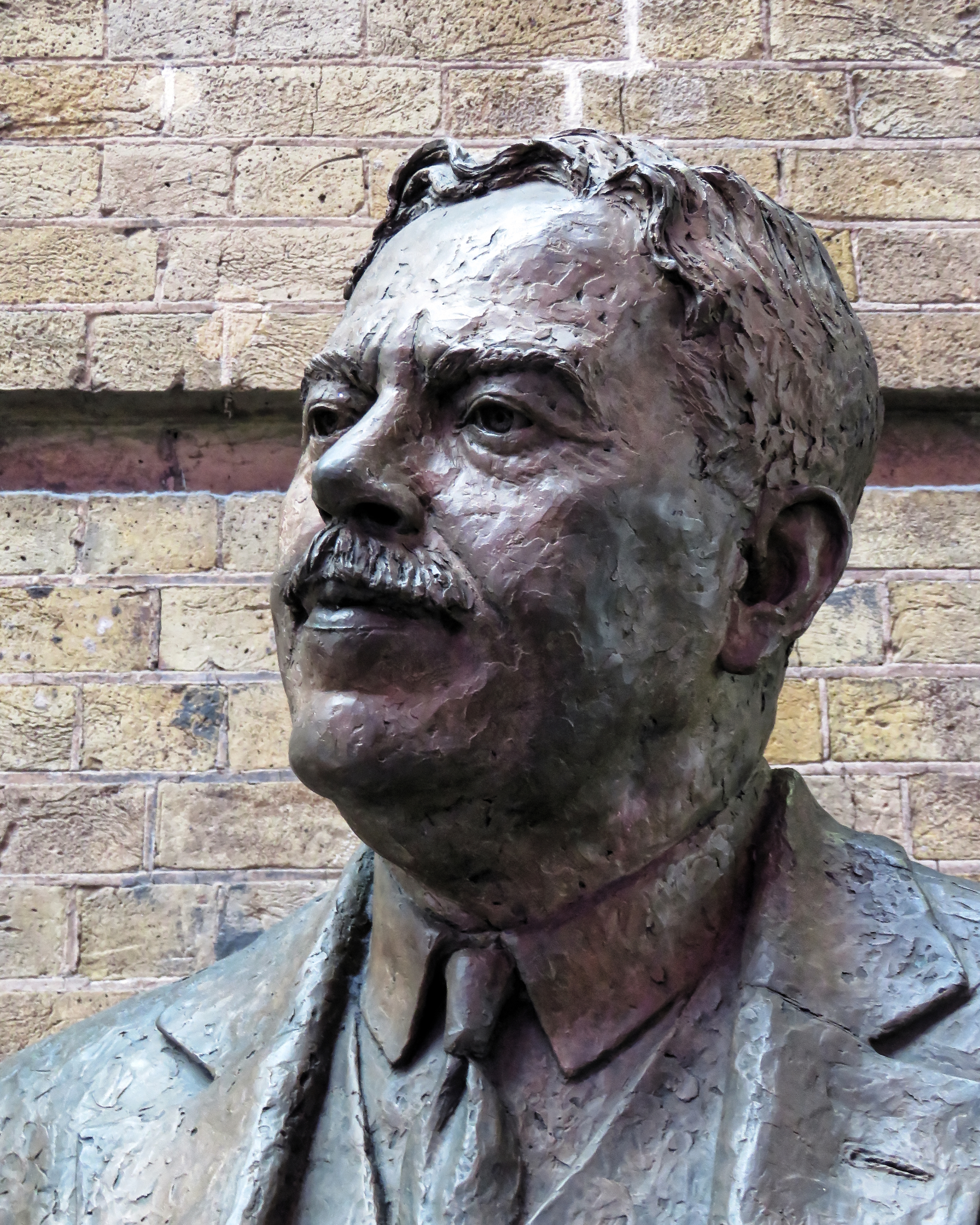
Детали лица

Общество Грезли — благотворительная организация, в которую входит около 500 человек, посвятивших себя сохранению и увековечиванию памяти Найджела Грезли, конструктора локомотивов и главного инженера-механика Лондонской и Северо-Восточной железной дороги (LNER). Под руководством Грезли было спроектировано и построено 2150 локомотивов и десятки тысяч вагонов. Один из паровозов его конструкции, Mallard, в 1938 году установил рекорд скорости в 203 км/ч, который не превзойдён по сегодняшний день. В 2012 году Общество Грезли получило по завещанию одного из членов 50 000 фунтов стерлингов. Рассмотрев различные варианты, общество решило направить деньги на установку памятника Грезли. Первоначально предполагалось выполнить его в виде бюста, но позже предпочтение было отдано статуе в полный рост. Дополнительные средства в 13 000 фунтов были собраны за счёт пожертвований 130 человек.
Работы по созданию статуи были поручены скульптору Хейзел Ривз, которая получила за работу 95 000 фунтов стерлингов. Ривз выбрала для изготовления традиционный метод литья по восковой модели. Следуя заповедям Огюста Родена, она начала с создания обнажённой фигуры из глины на стальном каркасе, к которой затем добавила одежду. После этого был изготовлен оттиск из смолы, ставший основой для формирования восковой модели для последующего литья из бронзы. Бронзовую статую изготовила литейная мастерская Уайтчепела. Весь процесс от проектирования до установки статуи занял 18 месяцев.
Завершённая работа представляет собой статую высотой около 2,1 м, что соответствует примерно 120 % от натурального размера. Грезли изображён стоящим с правой рукой в кармане пиджака, возможно, тянущейся за трубкой, левая рука опущена и сжимает журнал. Ривз описала свою концепцию как попытку запечатлеть конструктора «в момент размышления» и «смотрящим в будущее». Журнал представляет собой копию The Locomotive с изображением на передней обложке паровоза Mallard.
Статуя была открыта 5 апреля 2016 года, в 75-ю годовщину смерти Грезли. На церемонии присутствовали Питер Хенди, председатель Network Rail, и потомки Грезли. Памятник находится рядом с железнодорожной кассой и всего в нескольких метрах от кабинета, который Грезли занимал, когда работал главным инженером-механиком LNER. Мемориальная доска на стене позади статуи описывает карьеру Грезли, упоминая паровозы Mallard и Flying Scotsman. Также отмечена связь Грезли с вокзалом Кингс-Кросс, с которого отправлялись многие его творения. Ниже указан автор скульптуры, Хейзел Ривз, и отмечено, что памятник создан по заказу Общества Грезли.

## Спор об утке
По первоначальному замыслу Ривз возле правой ноги статуи должна была располагаться фигура кряквы. В описании говорилось: «Утка не является капризом, она намекает на самый известный локомотив Найджела Грезли, Mallard (с англ. — «кряква»)… Это также намёк на привычку Грезли кормить крякв в своем довоенном доме в Солсбери-холл». Помимо Mallard, несколько других локомотивов Грезли носили названия птиц, в том числе Bittern (с англ. — «выпь»), Golden Plover (с англ. — «золотистая ржанка»), Gannet (с англ. — «олуша») и Kingfisher (с англ. — «зимородок»), а орнитология, как считается, была одним из хобби конструктора. Версия с уткой была одобрена советом Общества Грезли, фондом Historic England, землевладельцем (Network Rail) и местной администрацией (Советом Камдена) к ноябрю 2013 года.
В начале 2015 года Общество Грезли получило письмо от Тима Годфри, вице-президента общества и внука Грезли, в котором он возражал против утки. Общество провело специальное собрание, на котором констатировало, что «придется убрать утку из памятника, если мы хотим сохранить хорошие отношения с семьёй Грезли». На следующей встрече для обсуждения статуи в марте 2015 года присутствовали Годфри и его брат Бен. Годфри, который занимается разведением редких уток, заявил, что «это памятник человеку, а не глупой утке». Годфри также оспаривал тот факт, что Грезли интересовался орнитологией, и указывал, что выбор названий локомотивов осуществлял комитет LNER, а не Грезли единолично. Некоторые члены общества согласились, что утка «умаляет достоинство статуи». Во время собрания совет Общества Грезли проголосовал против включения утки в окончательную версию, что привело к отставке двух его членов.
Это решение привело к недовольству среди сторонников утки. В результате началось противостояние, которое было охарактеризовано как «возможно, самый жаркий спор в долгой истории сообщества любителей железных дорог». Спор освещался в национальных газетах. Журнал Steam Railway утверждал, что ситуация превратила Общество Грезли в «посмешище для мира железнодорожного наследия». Публичная петиция о возвращении утки за «очарование и остроумие», которые она добавляла статуе, собрала 3200 подписей, в том числе её подписали журналист Майкл Портильо, телеведущая Ванесса Фельц и железнодорожный предприниматель Уильям Макэлпайн. Макальпайн, спонсор Общества Грезли, сказал, что утка показывает человеческую сторону Грезли и широту его интересов. Представители искусства утверждали, что утка — важный атрибут произведения, подчёркивающий значимость темы.
В декабре 2015 года на выборах в совет Общества Грезли велась активная кампания в пользу кандидатов, поддерживающих возвращение утки. Однако при проведении очередного собрания из комнаты удалили посторонних и запретили голосовать по доверенности, что, как позже заявило Общество, было ошибкой. Эти действия стали предметом официальной жалобы в Комиссию по благотворительной деятельности. Сторонники утки также обращались в Совет Камдена, чтобы местные власти настояли на первоначальном решении, отражённом в утвержденных документах на строительство. Из-за спора вокруг утки Общество Грезли предложило вернуть пожертвования любому из сторонников первоначальной версии, но только один человек решил принять это предложение. Статуя была открыта без утки, хотя многие участники церемонии принесли с собой резиновых уточек, чтобы продемонстрировать несогласие.